# Скурча
Скурча (пол. Skurcza) — село в Польщі, у гміні Вільґа Ґарволінського повіту Мазовецького воєводства.
Населення — 170 осіб (2011).
У 1975-1998 роках село належало до Седлецького воєводства.

## Демографія
Демографічна структура станом на 31 березня 2011 року:
|          | Загалом | Допрацездатний вік | Працездатний вік | Постпрацездатний вік |
| -------- | ------- | ------------------ | ---------------- | -------------------- |
| Чоловіки | 85      | 20                 | 51               | 14                   |
| Жінки    | 85      | 17                 | 39               | 29                   |
| Разом    | 170     | 37                 | 90               | 43                   |